# 本町 (鳥栖市)
本町（ほんまち）は、佐賀県鳥栖市に存在する町名。鳥栖北地区の一部であり、現行行政区名は本町一丁目から本町三丁目である。郵便番号は841-0037。

## 地理
本町はJR鳥栖駅の西口側京町から西に向かった先に位置する。同町の周囲の町名では西に宿町、北に土井町、北東に古野町、東に本通町、南に秋葉町、南西に元町とそれぞれ接する。

## 歴史
- 1954年に鳥栖市が誕生した後に1959年から大字を廃止し町名設置が行われ、それ以前まで置かれていた大字の鳥栖と藤木の一部が現在の本町一丁目から三丁目として設置された（鳥栖市の地名も参照）。

## 世帯数と人口
2022年（令和4年）1月31日現在の世帯数と人口は以下の通りである。
| 町丁       | 世帯数  | 人口    |
| ---------- | ------- | ------- |
| 本町一丁目 | 210世帯 | 456人   |
| 本町二丁目 | 413世帯 | 860人   |
| 本町三丁目 | 44世帯  | 92人    |
| 計         | 667世帯 | 1,408人 |

## 小・中学校の学区
市立小・中学校に通う場合、学区は以下の通りとなる。
| 番地 | 小学校             | 中学校             |
| ---- | ------------------ | ------------------ |
| 全域 | 鳥栖市立鳥栖小学校 | 鳥栖市立鳥栖中学校 |

## 交通

### 鉄道
- 最寄り駅はJR九州鹿児島本線と長崎本線の鳥栖駅。

### バス
- 西鉄バス佐賀の市内線（河内線、麓線、弥生が丘線）と広域線（久留米-鳥栖線、綾部線、鳥栖-神埼線）が鳥栖駅前から本町二丁目を通っている[5]。

### 道路
- 本町に国道34号や佐賀県道31号佐賀川久保鳥栖線、佐賀県道220号鳥栖停車場線が通過している。国道34号は同町内の三丁目（同町の北西側）のみ、佐賀県道220号は一丁目のみ通過している。佐賀県道31号と220号は同町一丁目付近の交差点で接し、特に31号はその交点で終点である。

## 施設
- 鳥栖市立鳥栖中学校
- 鳥栖市立鳥栖北小学校
- 医療福祉専門学校緑生館専攻看護学科
- 鳥栖・三養基地区消防事務組合消防本部
- 本町会館
- エッソ鳥栖車検整備センター
- 米光クリニック
- 本照寺